# マノロ・プロ
マノロ・プロ・ラモス（Manolo Poulot Ramos 1974年6月28日- ）はキューバのグアンタナモ出身の柔道選手。階級は60kg級。身長165cm。

## 人物
1996年アトランタオリンピックでは初戦で敗れた。1999年の世界選手権では決勝で徳野和彦と対戦して、横落で効果を取られるなど優勢に試合を進められていたが、中盤に体落で逆転勝ちして優勝を果たした。2000年シドニーオリンピックでは準決勝で野村忠宏と対戦して、先に背負投で有効を取られるが、終盤に指導と大内刈で効果を取るものの有効ポイントには及ばず3位に終わった。2001年に無差別のみで開催された嘉納杯では60kg級の選手でありながら出場するものの、予選で188cm、138kgの下出善紀に横四方固で一本負けした。

## 主な戦績
- 1996年 - フランス国際　3位
- 1996年 - オーストリア国際　優勝
- 1996年 - ドイツ国際　3位
- 1996年 - パンナム選手権　優勝
- 1997年 - ドイツ国際　3位
- 1997年 - パンナム選手権　優勝
- 1998年 - オーストリア国際　3位
- 1998年 - ドイツ国際　優勝
- 1998年 - パンナム選手権　優勝
- 1999年 - オーストリア国際　2位
- 1999年 - ユニバーシアード　3位
- 1999年 - パンアメリカン競技大会　優勝
- 1999年 - 世界選手権　優勝
- 2000年 - ベルギー国際　優勝
- 2000年 - フランス国際　2位
- 2000年 - ドイツ国際　3位
- 2000年 - ハンガリー国際　3位
- 2000年 - シドニーオリンピック　3位
- 2002年 - オーストリア国際　2位
- 2002年 - ドイツ国際　3位
- 2002年 - ハンガリー国際　優勝